# 红莫镇
红莫镇，是中华人民共和国四川省凉山彝族自治州喜德县下辖的一个乡镇级行政单位。

## 行政区划
红莫镇下辖以下地区：
回龙村、司金村、果布村、特火村、树库村、红莫村、阿尼村、桃源村和瓦西村。